# Кенни Паттерсон
Кеннет Г. «Кенни» Патерсон (родился 2 марта 1969 г.) — профессор Института информационной безопасности Швейцарской высшей технической школы Цюриха, где возглавляет группу прикладной криптографии. До прихода в ETH Zurich в апреле 2019 года он был профессором группы информационной безопасности Лондонского университета Royal Holloway и научным сотрудником EPSRC Leadership Fellow. Он криптограф, стремящийся преодолеть разрыв между теорией и практикой, и недавно стал главным редактором журнала IACR по криптологии и научным сотрудником IACR в 2017 году.

## Образование
Патерсон получил степень бакалавра наук в 1990 году в Университете Глазго и докторскую степень в Лондонском университете в 1993 году по математике.

## Карьера
Патерсон был членом Королевского общества в Институте обработки сигналов и информации в ETH Zurich с 1993 по 1994 год. В 1996 году он присоединился к Hewlett-Packard Laboratories Bristol. Затем он присоединился к группе информационной безопасности в Royal Holloway в 2001 году, став читателем в 2002 году и профессором в 2004 году. С марта 2010 года по май 2015 года он был научным сотрудником EPSRC, работая над проектом под названием «Криптография: наведение мостов между теорией и практикой». В мае 2015 года вернулся к работе профессором. Он стал главным редактором журнала IACR по криптологии.

## Исследование
Патерсон известен атаками на Encapsulating Security Payload в IPSec, атакой Lucky 13 на TLS, атаками на использование RC4 в TLS и на использование режима CBC в протоколе SSH. Он также работал над усовершенствованными моделями безопасности, доказывая, что протоколы защищены от таких атак.

### Награды
- Награда Distinguished Paper Award за работу с Надхемом АльФарданом, представляющую атаки восстановления открытого текста против DTLS, опубликованные на NDSS 2012.[4]
- Приз за прикладные сетевые исследования от IRTF за работу с Надхемом АльФарданом над атакой Lucky 13.[5]
- Награда за выдающиеся исследования в области технологий повышения конфиденциальности за работу с Михиром Белларе и Филом Рогауэем над защитой симметричного шифрования от массовой слежки, опубликованная на CRYPTO 2014.[6]
- Награда за лучшую статью на ACM CCS 2016 за работу с Мартином Альбрехтом, Жаном Полем Дегабриэле и Торбеном Хансеном над симметричным шифрованием в SSH.[7]